# محمود احمد
محمود احمد (انگلیسی: Mahmoud Ahmed؛ زادهٔ ۱ مارس ۱۹۷۶) بازیکن واترپلو اهل مصر بود.